# Dick Armey
Richard Keith "Dick" Armey [ˈɑːrmi], född 7 juli 1940 i Cando i North Dakota, är en amerikansk republikansk politiker och ekonom. Han var ledamot av USA:s representanthus 1985–2003 och majoritetsledare i representanthuset 1995–2003.
Armey utexaminerades 1963 från Jamestown College, avlade 1964 masterexamen vid University of North Dakota och 1968 doktorsexamen vid University of Oklahoma. Han undervisade i nationalekonomi vid University of Montana, West Texas State University och Austin College. Han var prefekt för nationalekonomiska institutionen vid North Texas State University 1977–1983. Armey efterträdde 1985 Tom Vandergriff som kongressledamot och efterträddes 2003 av Michael C. Burgess.
Han är gift med Susan och har fem barn.